# 鷹翔千空
鷹翔千空（日语：／，5月18日—），寶塚歌劇團宙組男役。暱稱。滋賀縣草津市人，曾就讀於滋賀縣立東大津高等学校，身高175公分。

## 簡介
- 2013年，考進寶塚音樂學校。2015年以首席成績進入寶塚歌劇團，101期生。[3][4]同期生有礼華はる(現月組男役)、縣千(現雪組男役)、天紫珠李(現月組主演娘役)，初次登台表演是月組公演『1789 -バスティーユの戀人たち-(1789─巴士底獄的戀人們─)』[5][6]，之後被分到宙組。
- 2018年，被選為『天は赤い河のほとり(闇河魅影)』新人公演主角，也是她第一次擔任新人公演主角。[7]翌年『オーシャンズ11(瞞天過海)』新人公演再次擔任主角。[8]
- 2023年，寶塚Bow Hall公演『夢現（ゆめうつつ）の先に(超越夢境)』，則是她第一次擔任寶塚Bow Hall公演主角。[9]

## 寶塚歌劇團時期

### 初舞台
- 2015年4月24日 寶塚大劇場 月組公演『1789 -バスティーユの恋人たち-(1789─巴士底獄的戀人們─)』[10]

### 宙組時期
- 2015年8月 寶塚Bow Hall 專科公演『オイディプス王(伊底帕斯王)』飾演:コロス(合唱演出)[11]
- 2015年10-11月 『メランコリック・ジゴロ（憂鬱的小白臉-危險的繼承人）』『シトラスの風III(柑橘之風)』※全國巡迴公演[12]
- 2016年1-3月 『Shakespeare〜空に満つるは、尽きせぬ言の葉〜(莎士比亞:寫滿永恆文字的天空/Shakespeare: The Sky Filled With Eternal Words)』 新人公演 飾演:五月祭の男、一座の男（ブルータス）『HOT EYES!!』[13]
- 2016年5月 梅田藝術劇場、KAAT神奈川藝術劇場 『ヴァンパイア・サクセション(吸血鬼繼承人)』[14]
- 2016年6月  寶塚Bow Hall 『Bow Singing Workshop〜宙〜』[15]
- 2016年7-10月 『エリザベート-愛と死の輪舞（ロンド）-(伊麗莎白-愛與死的輪舞)』新人公演 飾演:ルドルフ(魯道夫皇儲)(正式公演:澄輝さやと、蒼羽りく、樱木港)[16]
- 2017年2-4月 『王妃の館-Château de la Reine-(王妃的宅邸－Château de la Reine－，改編淺田次郎原作小說)』新人公演 飾演:ルイ14世(路易十四)(正式公演:真風涼帆)『VIVA! FESTA!』[17][18]
- 2017年6月 寶塚Bow Hall『パーシャルタイムトラベル 時空の果てに(時間旅行 到時間和空間盡頭)』飾演:アパートの住人(公寓住戶)/中世の男(中世紀的人)[19]
- 2017年8-11月『神々の土地(諸神的土地～羅曼諾夫王朝的黃昏～)』飾演:近衛騎兵将校、新人公演 飾演:フェリックス・ユスポフ(費利克斯·尤蘇波夫)(正式公演:真風涼帆)『クラシカル ビジュー(經典寶石)』[20][21]
- 2018年3-6月『天（そら）は赤い河のほとり(闇河魅影)』飾演:マッティワザ(少年黑太子哈提瓦札)/ミタンニ兵(米坦尼士兵)、新人公演:カイル・ムルシリ(凱爾・姆魯西利)(正式公演:真風涼帆)『シトラスの風-Sunrise-(柑橘之風－Sunrise－)』 ＊第一次擔任新人公演主角[22][23]
- 2018年8月 寶塚Bow Hall 『ハッスル メイツ!(吵鬧的夥伴們!)』[24]
- 2018年10-12月『白鷺（しらさぎ）の城（しろ）(白鷺城)』『異人たちのルネサンス(異人們的文藝復興)』新人公演 飾演:ペルジーノ(彼得羅·佩魯吉諾)(正式公演:澄輝さやと)[25]
- 2019年2-3月 梅田藝術劇場、日本青年館『群盗-Die Räuber-(群盜-劫匪,改編弗里德里希·席勒原作劇本「強盜」)』飾演:ヴァールハイト[26]
- 2019年4-7月 『オーシャンズ11(瞞天過海)』飾演:ターク・モロイ(特克·馬洛伊)、新人公演 飾演:ダニー・オーシャン(丹尼爾·奧申)(正式公演:真風涼帆)＊擔任新人公演主角[27][28]
- 2019年9月 寶塚Bow Hall 『リッツ・ホテルくらいに大きなダイヤモンド(一顆像麗思飯店那麼大的鑽石/The Diamond as Big as the Ritz，改編自費茲傑羅同名小說)』飾演:パーシー・グレイブス(派西·格雷夫斯)[29]
- 2019年11月-2020年2月 『El Japón（エル ハポン）-イスパニアのサムライ-(El Japón─西班牙的武士─)』飾演:九郎右衛門 新人公演 飾演:エリアス(埃利亞斯/Elias)(正式公演:樱木港)『aquavitae!!(生命之泉!!)』[30]
- 2020年8月 梅田藝術劇場 『壮麗帝』飾演:アフメト(艾哈邁德一世)[31]
- 2020年11月-2021年2月『アナスタシア(真假公主)』飾演:サーヴィチ(薩維奇/Savvich)[32]
- 2021年6-9月  『シャーロック・ホームズ-The Game Is Afoot!-(夏洛克·福爾摩斯－The Game Is Afoot!－)』飾演:セバスチャン・モラン大佐(賽巴斯丁·莫蘭) 新人公演 飾演:ジェームズ・モリアーティ(莫里亚蒂教授)(正式公演:芹香斗亞) 『Délicieux（デリシュー）!-甘美なる巴里-(Délicieux！－甜美的巴黎－)』[33]
- 2021年11-12月 『バロンの末裔(男爵的後裔)』飾演:ブリンクリー(布林克利/Brinkley)『アクアヴィーテ(aquavitae!!)(生命之泉!!)』※全國巡迴公演[34]
- 2022年2-3月 寶塚大劇場『NEVER SAY GOODBYE(NEVER SAY GOODBYE─某段愛情的軌跡─)』飾演:ビョルン(伯恩)/ココナツ・ボーイ(椰子樹男孩)[35]
- 2022年4-5月 東京寶塚劇場『NEVER SAY GOODBYE(NEVER SAY GOODBYE─某段愛情的軌跡─)』 飾演:ビョルン(伯恩)／ココナツ・ボーイ(椰子樹男孩) 新人公演:ヴィセント・ロメロ(維森特‧羅梅羅)(正式公演:芹香斗亞)[35]
- 2022年6月 東京ガーデンシアター(東京花園劇場)『FLY WITH ME（フライ ウィズ ミー）』[36]
- 2022年8-11月『HiGH&LOW ─THE PREQUEL─』飾演:村山良樹『Capricciosa（カプリチョーザ）(卡布里喬沙)!!』[37][38]
- 2023年1月 寶塚Bow Hall 『夢現（ゆめうつつ）の先に(超越夢境)』飾演:我 ＊第一次擔任寶塚Bow Hall公演主角[39][40]
- 2023年3-6月 『カジノ・ロワイヤル〜我が名はボンド〜(皇家賭場～我的名字是龐德)』飾演:イリヤ(伊利亞)[41]
- 2023年7-8月 梅田藝術劇場、KAAT神奈川藝術劇場 『大逆轉裁判』飾演:シャーロック・ホームズ(夏洛克·福爾摩斯)[42][43]
- 2023年9月29-30日 寶塚大劇場『パガド(帕加德～世紀魔術師卡廖斯特羅～)』飾演:アントニオ(安東尼奧/Antonio)『Sky Fantasy!(天空幻想)』※因為宙組組員自殺事件，公演中止[44][45]
- 2024年6-8月 『Le Grand Escalier　－ル・グラン・エスカリエ－(大階段)』※特別公演
- 2024年10-11月 『大海賊』飾演:ロックウェル(洛克威爾)『Heat on Beat! －Evolution－』※全國巡迴公演
- 2025年1-4月 『宝塚110年の恋のうた(寶塚110年情歌)』『Razzle Dazzle（ラズル ダズル）(拉茲爾 達茲爾)』飾演:カイル(凱爾)
- 2025年6-7月 KAAT神奈川藝術劇場、梅田藝術劇場『RED STONE』～悠遠なる叫び～(紅石～最長的呼喊)飾演:ジーノ・ロッシ(吉諾・羅西)
- 2025年9月-2026年1月 『PRINCE OF LEGEND(傳奇王子，改編TEAM HI-AX原作系列) 』飾演:綾小路葵『BAYSIDE STAR(港灣之星)』

### 其他寶塚相關表演活動
- 2016年12月 梅田藝術劇場 タカラヅカスペシャル2016『Music Succession to Next』(2016年 Takarazuka special「音樂的傳承」)
- 2018年2月  寶塚大劇場『宙組誕生20周年記念イベント』(宙組成立20周年紀念活動)
- 2019年7月  ホテル阪急インターナショナル(阪急國際飯店)『宝塚巴里祭2019』(2019年寶塚巴黎祭)
- 2021年4月  宝塚ホテル(寶塚飯店) 星風まどかミュージック・サロン『夢みるMadonna』(星風圓音樂沙龍「夢中的瑪丹娜」)

## 外部連結
- 寶塚官網鷹翔千空介紹頁面 （页面存档备份，存于）
- 東京都會電視台網站鷹翔千空簡介宝塚カフェブレイク登場人物鷹翔千空，存档于Archive.today（存檔日期 20250422）